# Ruth Whittier Shute

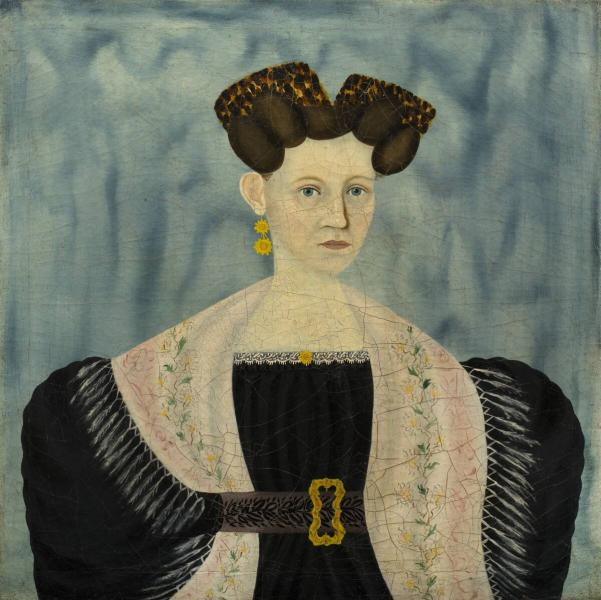
Portrait of a Woman

Ruth Whittier Shute (* 3. Oktober 1803 in Dover (New Hampshire); † 26. September 1882 in Middletown, Kentucky) war eine amerikanische Malerin des 19. Jahrhunderts, die Porträts im Stil der Volkskunst gemalt hat.

## Leben
Ruth Whittier Shute wurde als neuntes von zehn Kindern der Quäker Obadiah und Sarah Austin Whittiers geboren und war eine Cousine ersten Grades des Dichters John Greenleaf Whittier, des Bruders ihres Vaters. Ruth Whittiers Vater baute und führte wasserbetriebene Textilmühlen am Cocheco River in Dover. Nachdem der Vater bereits 1814 verstarb, inserierte die verwitwete Mutter die Gründung einer „Young Ladies Academy“, in der sie Lesen, Schreiben, englische Grammatik, Mathematik, Erdkunde und Rhetorik sowie Zeichnen und Malen auf Papier, Holz, Seide und Samt anbot. In dieser bildungsnahen Umgebung wuchs Ruth Whittier auf und lernte künstlerische Fertigkeiten, die sie später zu ihrem Beruf machte. Die ersten bekannten Porträts entstanden 1827. Am 16. Oktober 1827 heiratete sie in Somersworth (dem Geburtsort ihrer Mutter) den Arzt und Freimaurer Samuel Addison Shute und ließ sich mit ihm in Weare (New Hampshire) nieder.
Im Amerika des 19. Jahrhunderts gab es keine künstlerische Tradition wie in Europa und somit keine Kunstakademien, Museen oder Fürsten, die Bilder bestellten und sammelten. Jedoch die einfachen Leute wünschten sich Bilder für ihre Wohnungen als Erinnerung für ihre Familie und beauftragten Künstler, die Porträts von ihnen malten. Mit ihrem Ehemann zog Ruth Whittier Shute ab 1832 von Ort zu Ort, um zusammen mit ihm der Volkskunst zugerechneten, zweidimensionalen Porträts in Öl und Aquarell für Auftraggeber in Neuengland und New York anzufertigen. Im Februar und März 1833 wurden in Peterborough in New Hampshire innerhalb von 31 Tagen 18 Ölporträts signiert und fortlaufend nummeriert.
Das Künstlerpaar hatte zwei Kinder. 1829 wurde ihre Tochter Adelaide geboren, die zweite Tochter, Maria Antoinette folgte 1831, starb aber schon nach neun Tagen und wurde auf dem Millville Friedhof in New Hampshire beerdigt. Bereits ab Mitte 1833 wurden die Arbeiten des Künstlerpaares nur noch von Ruth Whittier Shute signiert und ab 1834 wurde nur sie in Zeitungen genannt, was auf eine vorangehende Krankheit ihres Mannes hindeutet. 1934 zog die Familie nach Champlain (New York), wo Kinder von Samuel Shutes verstorbenen Onkel lebten. Ruth Whittier Shute malte auch hier in Orten wie Plattsburgh (New York) oder St. Albans in Vermont Porträts, die einen mehr dreidimensionalen Stil annahmen. Sie ließ Papieretiketten drucken mit der Aufschrift „PAINTED by Mr. R. W. Shute- 1835“, die sie auf die Rückseite der Porträts klebte, was darauf hindeutet, dass sie in der Akquise von Kunden erfolgreich war. Am 24. Mai 1834 erschien in der Pittsburgher Zeitung folgende Anzeige:

„Mrs. Shute, Malerin, erlaubt sich, die Damen und Herren von Pittsburgh zu informieren, dass sie im John M’kee’s Hotel einen Raum gemietet hat, wo sie nur kurze Zeit bleiben wird. Jeder, der ihre Arbeit beanspruchen möchte, kann versichert sein, dass er ein korrektes, lebensgetreues Bild erhalten wird. Damen und Herren werden gebeten, sich zu melden und die Bilder zu prüfen. Preise von 5 bis 10 Dollar, Miniaturen von 5 – 8 Dollar.“

In derselben Ausgabe der Zeitung findet sich eine redaktionelle Besprechung der im Hotel ausgestellten Werke:

„Soweit wir das beurteilen können ist Mrs. S. in der glücklichen Lage, durch Zeichnung und Farbe „das göttliche Menschengesicht“ auf die Leinwand zu bringen. Diejenigen, die wünschen, sich selbst zu sehen, so wie andere sie sehen, tun gut daran, die Gelegenheit wahrzunehmen, die ihnen der Aufenthalt von Mrs. S. in unserer Stadt bietet.“

Nach dem frühen Tod ihres Mannes im Januar 1836 setzte Ruth Whittier Shute die Arbeiten für vier Jahre unabhängig von ihm fort. Am 7. April 1836 veröffentlichte sie in der „Concord New Hampshire Patriot and State Gazette“ und im März 1838 in Amherst (New Hampshire) Anzeigen, in der sie ihre Dienste vermarktete: „Portrait Painting: Mrs. Shute would inform the ladies and Gentlemen of Concord that she has established herself in the above business.“ Am 25. März 1840 heiratete Ruth Whittier Shute Alpha Tarbell, einen Lehrer aus Moriah, New York und zog mit ihm und ihrer Tochter Adelaide auf eine Farm in Middletown (Kentucky), wo sie zwei weitere Töchter bekam. Ihre Porträts – meistens von Kindern – signierte sie nun mit „Mrs. R. W. Tarbell“. Sie waren geprägt von diffusen Konturen und einer dunklen Tonalität. Ihr letztes bekanntes Werk ist ein Porträt einer ihrer Enkelinnen von 1874. Die Künstlerin wurde auf dem historischen Friedhof von Middletown begraben. Ihr Grabstein trägt die Inschrift „Thou art gone but not forgotten“.

## Werk
Shutes Werk weist eine hohe Komplexität auf. Wenn ein Porträt in Öl gemalt wurde, wurden z. B. häufig Pigmentaufträge mit Schichten aus Lack und Lasuren vermischt. Bei der Arbeit auf Papier war Aquarell das Hauptmedium, das mit Pastell, Gouache, Bleistift, Collage, Gummi arabicum und nicht bearbeiteten Leerstellen ergänzt wurde, um besondere Effekte zu erzielen.
Ein immer wiederkehrendes Thema waren junge unverheiratete Frauen, die kürzlich die Farm ihrer Familie verlassen hatten, um in den Mühlen der prosperierenden Städte am Fluss in Massachusetts und New Hampshire zu arbeiten, um ein unabhängigeres Leben zu führen. Das früheste datierte Porträt aus Aquarell wurde im November 1828 in der Textilfabrik von Lowell (Massachusetts), eine der ersten geplanten Fabriken in den USA gemalt. Das Künstlerehepaar durfte während dieser Zeit, in der die Porträts gemalt wurden, in den Pensionen für die Arbeiterinnen wohnen. Die Kleidung, der Schmuck und der Körperbau der Frauen auf den Bildern standen im Gegensatz zu den realen Personen, die in der Regel aus ländlichen und armen Familien stammten. Aus diesem Grunde hielten die abgebildeten Frauen manchmal einen Brief oder ein Buch mit ihrem Namen in der Hand, damit sie von ihren jeweiligen Familien erkannt werden konnten. Es sind auch mehrere Paare von Aquarellporträts von Mann und Frau bekannt, meist von Paaren, die mit den Textilfabriken in Verbindung standen. Ein weiteres Motiv waren Porträts von Kindern, die häufig im Freien entstanden. Das Künstlerpaar experimentierte mit einer unorthodoxen Mischung aus verschiedenen Materialien wie z. B. Graphit in Verbindung mit Öl und applizierter Gold- oder Silberfolie, um Schmuckstücke der Porträtierten besser zur Geltung zu bringen und inspirierte damit moderne abstrakte Kunst des 20. Jahrhunderts. Ab 1833 wechselte Shute von Aquarell und Papier auf Öl und Leinwand. Gelegentlich wurden die Ölporträts auch auf Holz gemalt. Die Arbeiten, die ab Mitte 1833 von Ruth Whittier Shute alleine ausgeführt wurden, zeigten einen auffallend anderen Stil. Viele ihrer Werke wurden später in Auktionen angeboten und erreichten je nach Material und Größe Preise zwischen 450 und 665.000 US-Dollar. Ruth Whittier Shutes Werk wurde in Artikeln für Christie’s Daily, Art Market Monitor und ArtDaily vorgestellt.
- Frühes 19. Jh.: Portrait of a Woman Holding a Book Das Werk war Teil der Volkskunstsammlung von Elie Nadelmann. Von 1924 bis 1934 wurde Nadelmanns Sammlung im American Folk Art Museum ausgestellt, bevor sie 1937 durch die New-York Historical Society aufgekauft wurde.[10]
- Ca. 1830: Miniature portrait of a young boy holding a whistle (zusammen mit Samuel Addison Shute)[11]
- Ca. 1830: Miniature portrait of a young lady wearing a black dress and white lace collar (zusammen mit Samuel Addison Shute)[12]
- Ca. 1830: A double portrait of a standing young boy in blue dress holding a whip with a baby seated in an armchair holding a cluster of grapes (zusammen mit Samuel Addison Shute)[13]
- Zwischen 1830 – 1833:  Portrait of a Woman in a Black Gown (zusammen mit Samuel Addison Shute)[6] Auch dieses Werk war Teil der Volkskunstsammlung von Elie Nadelmann.
- Zwischen 1830 – 1835: Child with Blue Shoes (zusammen mit Samuel Addison Shute)[14]
- Zwischen 1830 – 1835: Portrait of John and Hannah Maria Pickett (zusammen mit Samuel Addison Shute)[15]

- Zwischen 1830 – 1835: A Portrait of a Woman in Blue (zusammen mit Samuel Addison Shute)[16]
- 1831: Cynthia Bicknell Atkinson, aged 30 years (zusammen mit Samuel Addison Shute), Aquarell, Gouache und Graphit auf Papier, Lowell Historical Society, Massachusetts[4]
- 1831: James V. Atkinson Lowell (zusammen mit Samuel Addison Shute), Aquarell, Gouache und Graphit auf Papier, Lowell Historical Society, Massachusetts[4]
- Ca.1831: Portrait of Two Children from the Prescott Family with a Dog (zusammen mit Samuel Addison Shute)[17]

- Ca. 1831:  Frederick Buxton (zusammen mit Samuel Addison Shute), American Folk Art Museum, New York[18][A 1]
- Ca. 1831–1832:  Master Burnham (zusammen mit Samuel Addison Shute), Aquarell, Gouache, Graphit und Tinte auf Papier, American Folk Art Museum, New York[19][A 2]
- 1832: Lady in Brown Dress (zusammen mit Samuel Addison Shute), Aquarell, Gouache, Graphit und Goldfolie auf Papier, Privatbesitz[4]
- 1832: Portrait of a Young Boy with Dark Hair Holding a Blue Cap and Standing in a Grape Arbor (zusammen mit Samuel Addison Shute)[20]
- 1832:  Miss Emeline Parker of Lowell, Massachusetts (zusammen mit Samuel Addison Shute), Aquarell, Gouache, Gummi arabicum Graphit und Goldfolie auf Papier, Metropolitan Museum of Art, New York, Geschenk von Edgar William and Bernice Chrysler Garbisch.[4][5][A 3]

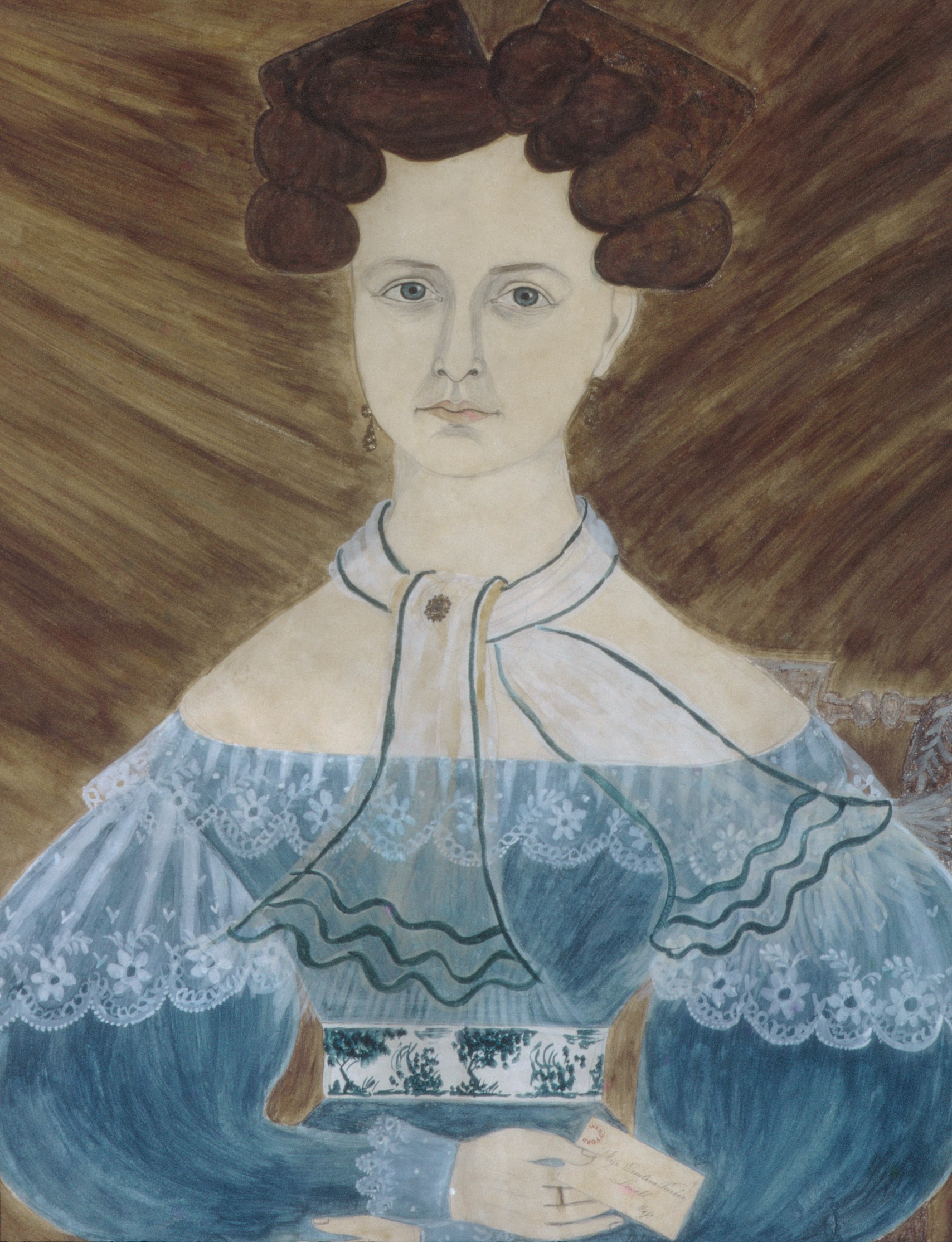
Miss Emeline Parker of Lowell, Massachusetts

- 1832: Portrait of Eliza Parker Townsend of Lowell, Massachusetts[21]
- 1832: Mary Pierce (zusammen mit Samuel Addison Shute), Aquarell, Gouache, Graphit und Goldfolie auf Papier, Privatbesitz[4][A 4]
- 1832: Dolly Hackett (zusammen mit Samuel Addison Shute), Aquarell, Buntstifte, Graphit und Goldfolie auf Papier, Fruitlands Museums Historic District, Harvard[4]
- Ca. 1832: Mrs. Phene Buxton (zusammen mit Samuel Addison Shute), Aquarell, Gouache, Goldfolie und Graphit auf Papier[4][A 5]

- Ca. 1832: Portrait of Jeremiah H. Emerson[22][A 6]

- Ca. 1832: Portrait of Miss Adeline Bartlett Holding a Letter, Aquarell, Bleistift und Tinte auf Papier, Sammlung von Suzanne und Michael R. Payne[1][4][A 7]
- Ca. 1832: Samuel French of Lowell (zusammen mit Samuel Addison Shute)[23]
- 1832/33: Lady in Blue (zusammen mit Samuel Addison Shute), Aquarell, Gouache, Graphit und Goldfolie auf Papier, Colonial Williamsburg Foundation, Virginia, Geschenk von Abby Aldrich Rockefeller[4]
- 1832/33: Young Woman in Black with Brown Ribbon[8]
- Ca. 1833: Eliza Gordon (zusammen mit Samuel Addison Shute), Aquarell, Gouache, Graphit und Goldfolie auf Papier, American Folk Art Museum, New York[4][A 8]
- 1833: Woman in Robert’s Chair (zusammen mit Samuel Addison Shute), Öl auf Leinwand, Wadsworth Atheneum, Hartford, Connecticut, Geschenk von Edith Gregor Halpert[4]
- 1833: Man in Robert’s Chair (zusammen mit Samuel Addison Shute), Öl auf Leinwand, Wadsworth Atheneum, Hartford, Connecticut, Geschenk von Edith Gregor Halpert[4]
- 1833: Miniature Portrait of Mrs. Amasa Edes[24]
- Boy in Garden (zusammen mit Samuel Addison Shute), Currier Museum of Art, Manchester (New Hampshire), USA
- 1833: The Portrait of Mr. Christopher Forehand, aged 47 years, Öl auf Leinwand, Payne Collection[4][24]
- 1833: Portrait of Mrs. Betsey Forehand, aged 35 years, Öl auf Leinwand, Payne Collection[24]
- 1833:  Portrait of a Boy with a Dog, Currier Museum of Art, Manchester (New Hampshire), USA
- 1835: Portrait of Mrs. David Stevens of St. Albans, Vermont, Öl auf Leinwand[4][25][A 9]

- Ca. 1850 – 1860: Seated Child holding Roses, Öl auf Leinwand, Payne Collection[4]
- Portrait of a Woman in Green Dress and Matching Bonnet and Holding Small Book[26]
- Portrait of a Girl in a Yellow Dress (zusammen mit Samuel Addison Shute)[24]
- Portrait of a Man and Woman (zusammen mit Samuel Addison Shute)[24]
- Portrait of Atlantis Orr, 2 Years, 7 Months[27]
- Portrait of Mary Gates[28]
- Portrait of Sarah Chandler Emerson (zusammen mit Samuel Addison Shute)[29]

## Ausstellungen
- 1972: An Eye on America: Folk Art from the Stewart E. Gregory Collection, American Folk Art Museum[1][30]
- 1973: Women in Folk Art, The Abby Aldrich Rockefeller Folk Art Center, Williamsburg, Virginia[31]
- 1975: Masterpieces of American Folk Art, Monmouth Museum, Lincroft, New Jersey[31][A 7]
- 1979 – 1980: Reflections of 19th Century America, Folk Art from The Collection of Sybil B. and Arthur B. Kern, Museum of Our National Heritage, Lexington (Massachusetts)[24]
- 1986: Rhode Island Collects Paper, Museum of Art, Rhode Island School of Design, Providence
- 1992: A Loving Likeness: American Folk Portraits of the Nineteenth Century, The Gallery at Bristol-Myers Squibb, Princeton (New Jersey)[31]
- 2012: Jubilation|Rumination: Life, Real and Imagined, American Folk Art Museum[32]